# Kaplička sopotských rybářů
Kaplička sopotských rybářů (polsky Kapliczka Rybaków Sopockich) je kaplička či boží muka, která se nachází v historickém rybářském přístavu (Przystań rybacka) na Karlikowském Gdaňské zátoky Baltského moře ve čtvrti Karlikowo ve městě Sopot v Pomořském vojvodství v Polsku. Kaplička je přístupná z promenády Aleja Wojska Polskiego. Kaplička vznikla jako památka návštěvy papeže Jana Pavla II. v Sopotu dne 5. června 1999. Kaple je umístěna na písku pláže a jednoduše a netradičně postavena z dřevěných kulatiny (palisády z opravy  k, zastřešená a na střeše je kříž. V kapli je umístěna socha sedícího Ježíše Krista vyhlížejícího rybáře. U kaple jsou umístěny kameny a dvě ocelové kotvy s lodními řetězy. Na zadní části kaple jsou připevněny kovové ryby a pamětní deska.
Kaplička je celoročně a bezplatně přístupná.

## Nápis na kapli
Na spodní části kaple je polský nápis
| „ | O szczęśliwy powrót | “ |

v překladu
| „ | Za šťasný návrat | “ |

## Galerie

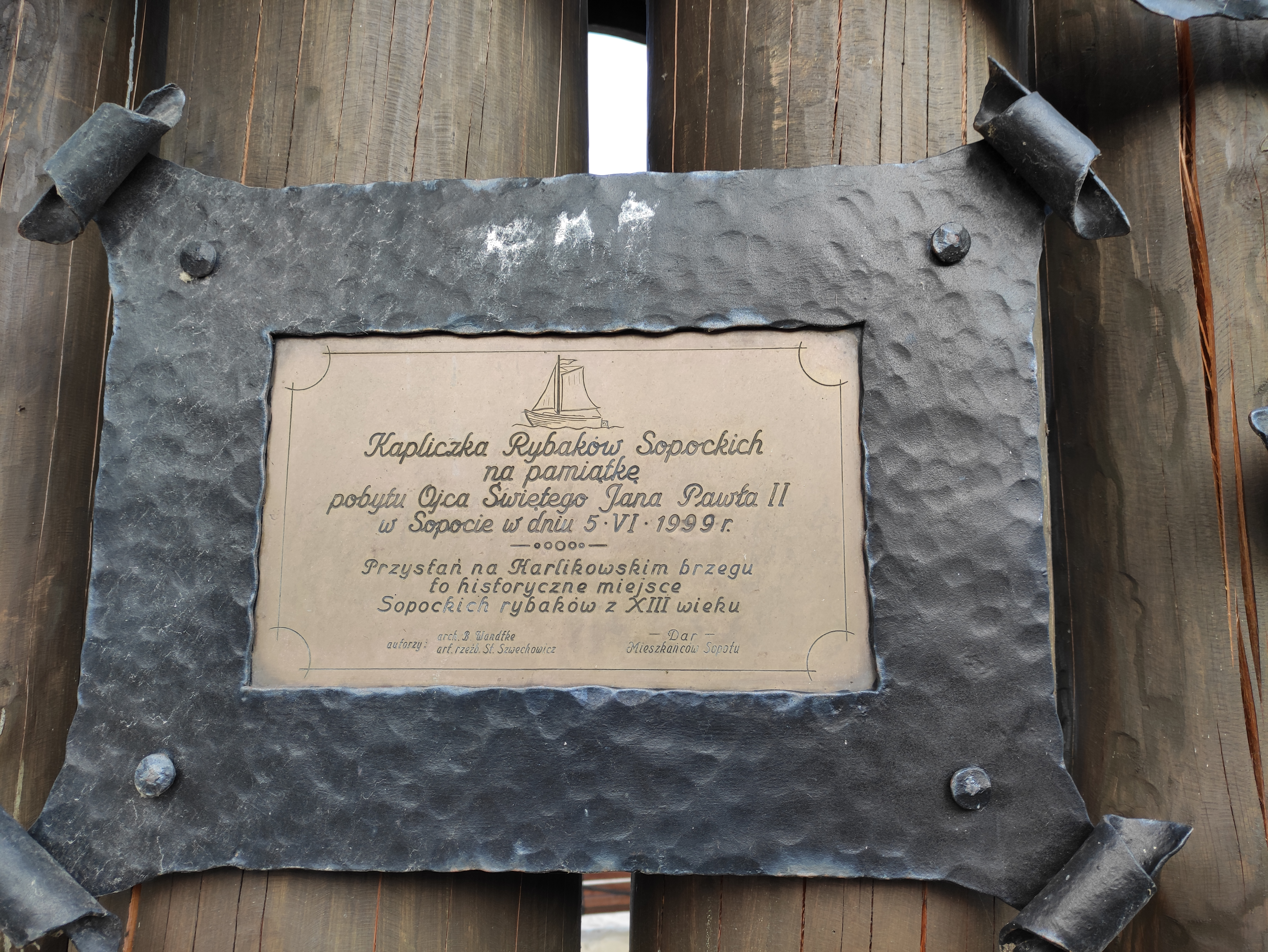
Pamětní deska na kapličce
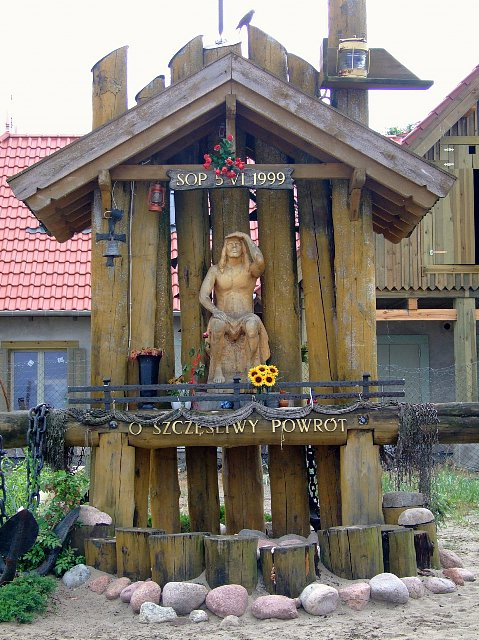
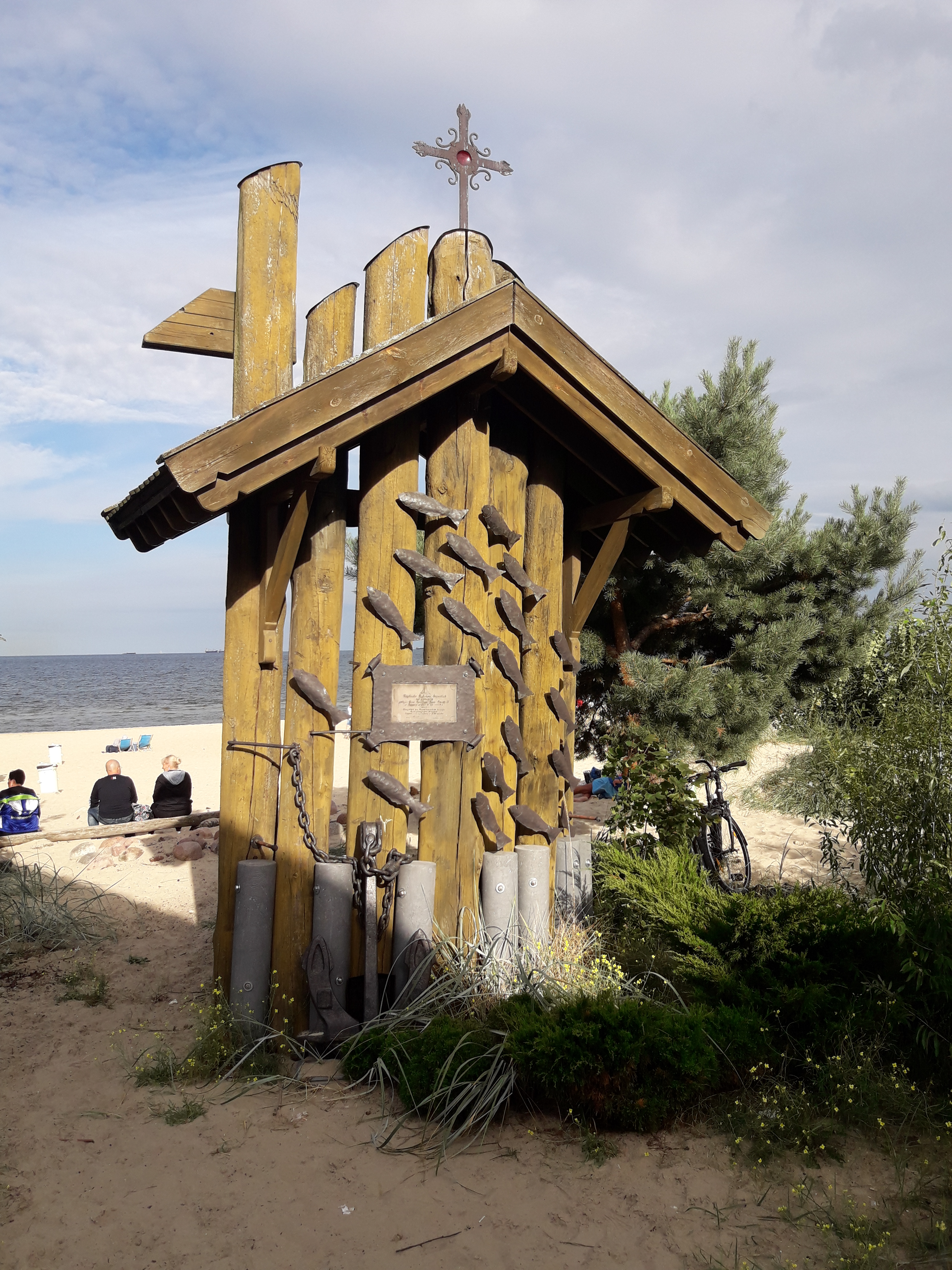